# Лоуренс, Джек
Джек Лоуренс (англ. "Little" Jack Lawrence; род. 18 декабря 1976) — американский музыкант, участник групп The Greenhornes, The Raconteurs, The Dead Weather и Blanche.

## Карьера
В настоящее время Джек Лоуренс играет на бас-гитаре в группах The Greenhornes, The Raconteurs и The Dead Weather, а также на банджо, арфе и мандолине в Blanche. Лоуренс принимал участие в записи музыки к фильму Там, где живут чудовища, хоть и не был указан в титрах. Ему также приписывают участие в альбоме Ванды Джексон The Party Ain’t Over, продюсером которого является Джек Уайт. Кроме того, Лоуренс записал несколько партий для дебютного сольного альбома Уайта Blunderbuss.
22 мая 2009 года Джек женился на работнице фотоиндустрии Джо МакКаугхи. Двойная церемония, во время которой также сочетались браком Мэг Уайт и Джексон Смит, прошла в доме Джека Уайта в Нэшвилле, штат Теннесси.

## Участие в альбомах
The Greenhornes
- 1999 — Gun For You
- 2001 — The Greenhornes
- 2002 — Dual Mono
- 2005 — East Grand Blues
- 2005 — Sewed Soles
- 2010 — ★★★★

Blanche
- 2004 — America’s Newest Hitmakers
- 2007 — Little Amber Bottles

The Raconteurs
- 2006 — Broken Boy Soldiers
- 2008 — Consolers of the Lonely

The Dead Weather
- 2009 — Horehound
- 2010 — Sea of Cowards

Прочее
- 2004 — Лоретта Линн — Van Lear Rose
- 2010 — Карен Элсон — The Ghost Who Walks
- 2012 — Джек Уайт — Blunderbuss